# Moana Pozzi
Anna Moana Rosa Pozzi (Génova, 27 de abril de 1961-Lyon, 15 de septiembre de 1994) fue una actriz pornográfica, modelo y presentadora de televisión italiana.
Algunas fuentes la consideran «la mayor 'pornstar' del mundo, por encima de Cicciolina». Aunque esta faceta eclipsó todo lo demás, también participó en películas convencionales, trabajó como presentadora de televisión, desfiló como modelo de pasarela para Karl Lagerfeld y tuvo una fugaz participación en el mundo de la política. Sus amistades la elogiaban como inteligente, optimista y locuaz. Ello no quita que suscitó varios escándalos, uno de ellos por un libro en el que reveló sus relaciones con varios personajes ilustres. Llevó una vida relativamente tranquila y sin los vaivenes emocionales de otras estrellas del género porno, si bien su prematura muerte por un cáncer dio un toque trágico a su biografía.
En contra de lo que se suponía, su nombre artístico Moana no derivaba de la palabra inglesa moan (‘gemido’), sino que es una palabra polinesia que significa 'el fondo más profundo del mar'.

## Vida y carrera

### Primeros años
Pozzi nació en una familia católica muy conservadora de Génova. Estudió en un colegio de monjas, luego acudió al Liceo Scientifico y durante seis años estudió guitarra clásica y clavecín en un conservatorio. 
A los 18 años de edad, empezó a participar en concursos de belleza y a posar para artistas, y decidió trasladarse a Roma. Sus padres sufrieron un shock cuando supieron que trabajaba en el mundo del erotismo, y le aconsejaban que se dedicase al teatro, si bien no dudaron en ayudarla cuando fue necesario.

### En televisión y con Fellini
En sus primeros filmes (de erotismo suave) aparecía con el nombre de Linda Heveret. Paralelamente, empezó a trabajar en televisión con su nombre real, de tal modo que profesionalmente mantuvo una doble personalidad. 
En 1981, presentaba el programa juvenil Tip Tap 2 en el segundo canal de la Rai, y se convirtió en una invitada recurrente en otros espacios televisivos a modo de ingrediente picante, por presencia física y facilidad de palabra. Hizo pequeños papeles en películas convencionales, y así en 1985 participó (sin acreditar) en la película Ginger y Fred de Federico Fellini.

### En elpornoen Europa y Estados Unidos
En 1986, Moana entró en el porno de la mano del director Riccardo Schicchi, y empezó a rodar múltiples películas destinadas al formato vídeo para consumo doméstico. Así, en poco tiempo se convirtió en una figura de culto para los aficionados al género. Al año siguiente obtuvo un empleo como presentadora en el programa Jeans 2, pero su faceta porno ya era notoria, por lo que recibió duras críticas que cuestionaban que fuese apropiada para tal puesto, y tuvo que dejarlo. Sin embargo, pocos meses después fue contratada para el programa Matrjoska (luego rebautizado como L'araba fenice), del canal Italia 1. Los bailes de Moana más o menos desnuda (en ocasiones, tapada con celofán transparente) causaron sensación y fueron muy comentados, aunque ella resultaba diferente por su actitud sonriente y por sus coreografías refinadas, sin caer en lo grosero.
A finales de los años 80 Moana Pozzi dio el salto a Estados Unidos, participando en varias películas porno de la poderosa industria californiana. Comparada con las pornostars americanas, teñidas de rubio, de pechos agrandados con silicona y que actuaban con actitud agresiva, Moana resultaba diferente por su físico natural, piel muy blanca y actitud de aparente inocencia.

### Un libro censurado
Una inocencia sólo aparente. En 1991 publicó el libro Filosofía di Moana, una especie de diccionario donde detallaba sus fantasías y opiniones, pero cuyo contenido más explosivo era una serie de reseñas o puntuaciones sobre numerosos famosos con los que afirmó haberse relacionado. Lanzó una edición de 20.000 ejemplares costeada por ella misma, para lo cual fundó una nueva editorial (Moana's Club). En el libro mencionó a personajes del cine como Robert De Niro, Harvey Keitel, Massimo Troisi, y Roberto Benigni, a quien puntuó con un 8, pero seguramente la cita más atrevida fue la relativa a un político que todos identificaron como Bettino Craxi. En un caso de censura encubierta, el libro desapareció de la venta y es difícil de encontrar. 
Ese mismo año, Moana contraía matrimonio con Antonio di Ciesco, en Las Vegas. Se habían conocido dos años antes en Lampedusa, y fueron estrechando su relación cuando Moana le empleó como chofer.
Ese mismo año, Moana participaba en una película de animación titulada Moanaland. Fue la única película de tal técnica premiada en el Erotic Festival de Nueva York, y es considerada ahora como de culto.

### Incursión en la política
En 1992 Moana se presentó con Ilona Staller (Cicciolina) liderando el llamado Partito dell'Amore, partido político de repercusión mediática europea. No obtuvo resultados reseñables, pero su popularidad alcanzó cotas aún mayores, y ya para entonces había labrado una estimable fortuna. Vivía en un ático millonario en Roma y rodeada de lujos.
En 1993 volvió a suscitar polémica cuando desfiló como modelo de pasarela para Karl Lagerfeld en Milán. Las críticas fueron furibundas, pero Lagerfeld la defendió diciendo: «Las mujeres comunes caminan como Moana y como modelos al 50%». La presentadora y humorista Sabina Guzzanti (luego famosa por la película Viva Zapatero!) la imitó en un sketch en su programa Avanzi. La popularidad de Moana era apoteósica.

### Repentina muerte
Moana falleció en una clínica de Lyon en septiembre de 1994, víctima de un cáncer de hígado. La noticia cogió desprevenidos a todos, y surgieron varias conjeturas. Para algunos comentaristas, Moana seguía viva en estado terminal, y prefería difundir su muerte para evitar que intentasen fotografiarla con un aspecto demacrado. Para otros, realmente no estaba enferma y había decidido emprender otra vida, para lo que simulaba su muerte. Pero lo cierto es que el cáncer se le manifestó tras un viaje a la India con su marido. 
Después de la muerte de Moana estalló una batalla legal entre sus padres y su viudo, Antonio di Ciesco, por su herencia millonaria. Existía un documento de Moana con sus últimas voluntades, pero no estaba firmado, y presumiblemente los padres consideraban que la boda celebrada en Las Vegas carecía de validez y que los herederos legítimos eran ellos y no Antonio. El lujoso apartamento de Moana fue desvalijado por desconocidos.
Diez años después de su muerte, Moana Pozzi seguía de actualidad. En 2004 se publicó un detallado libro sobre ella, y en 2006 el joven Simone Pozzi desveló que no era un hermano menor de Moana tal como se decía, sino un hijo secreto. Dijo que lo contaría todo en un libro, Moana, tutta la verità.
En abril de 2007 se dio a conocer la próxima salida de otro libro, éste debido al viudo de Moana, Antonio di Ciesco. Él aseguraba haber sido su esposo legal e incluso quien le ayudó a morir cuando estaba en fase terminal, después de que ella le dijo: «Te quiero Antonio. Te echaré de menos a ti y todo lo que hemos vivido juntos. Estoy cansada, me doy cuenta de que no seré la misma..., ayúdame, protégeme y pon fin a mi sufrimiento». Según él contó, cumplió su misión permitiendo que entraran burbujas de aire por el tubo del gotero, pero esto no es muy convincente. El presidente de la Asociación de Anestesistas del Lazio (Italia), Quirino Piacevoli, asegura que ese método de eutanasia es «dudoso», pues considera que requiere introducir muchas burbujas de aire para acabar con la vida de una persona.